# Списак епизода серије Шетња с лавом
Шетња с лавом је српска телевизијска серија која је премијерно почела са емитовањем од 17. децембра 2020. године на каналу Суперстар ТВ. 
Серија Шетња с лавом за сада броји 1 сезону и 10 епизода.

## Преглед
| Сезона | Сезона | Епизоде | Епизоде | Оригинално емитовање | Оригинално емитовање | Оригинално емитовање |
| Сезона | Сезона | Епизоде | Епизоде | Премијера            | Финале               | Мрежа                |
| ------ | ------ | ------- | ------- | -------------------- | -------------------- | -------------------- |
|        | 1.     | 10      | 10      | 17. децембар 2022.   | јануар 2023.         | Суперстар ТВ         |

## Епизоде

### 1. сезона (2022−23)
| Бр. еп. (укупно) | Бр. еп. (у сезони) | Наслов                                                        | Редитељ       | Сценариста         | Премијера          |
| ---------------- | ------------------ | ------------------------------------------------------------- | ------------- | ------------------ | ------------------ |
| 1                | 1                  | Од љубавног сусрета до притвора                               | Филип Чоловић | Андреј Шепетковски | 17. децембар 2022. |
| 2                | 2                  | Бата осуђен на 10 година затвора                              | Филип Чоловић | Андреј Шепетковски | 18. децембар 2022. |
| 3                | 3                  | Метаморфоза крчи пут до Батине невиности                      | Филип Чоловић | Андреј Шепетковски | 24. децембар 2022. |
| 4                | 4                  | Бата прихвата наметнуту улогу опасног момка                   | Филип Чоловић | Андреј Шепетковски | 25. децембар 2022. |
| 5                | 5                  | Бата у затвору постаје суров док Анђелка доживљава преображај | Филип Чоловић | Андреј Шепетковски | 31. децембар 2022. |
| 6                | 6                  | Уна се састаје са инспектором Тришићем                        | Филип Чоловић | Андреј Шепетковски | 1. јануар 2023.    |
| 7                | 7                  | Бата прави план како да побегне из затвора                    | Филип Чоловић | Андреј Шепетковски | 7. јануар 2023.    |
| 8                | 8                  | Неуспели покушај                                              | Филип Чоловић | Андреј Шепетковски | 8. јануар 2023.    |
| 9                | 9                  | Између Уне и Бате се коначно рађа љубав                       | Филип Чоловић | Андреј Шепетковски | 14. јануар 2023.   |
| 10               | 10                 | Поновљено суђење                                              | Филип Чоловић | Андреј Шепетковски | 15. јануар 2023.   |